# Circuito di Siracusa
Il Circuito di Siracusa è un tracciato automobilistico e motociclistico italiano, permanente, situato nella città di Siracusa.
In passato vi si sono svolte gare automobilistiche di Formula 1 non valide per il campionato del mondo di tale categoria, ospitando nel Gran Premio di Siracusa piloti e team di alto livello, e gare motociclistiche di Superbike. Venne utilizzato fino al 1969.

## Storia
La prima gara sul Circuito di Siracusa venne disputata nel 1950 quando si corse la 1ª edizione della Coppa d'Oro Sicilia e successivamente un anno dopo, nel 1951, si disputò la prima edizione del GP di Siracusa.
Per quanto fosse una gara fuori dal calendario del Campionato mondiale di Formula 1, ebbe un notevole riscontro di entusiasmo nei piloti e nel pubblico della Formula 1 (proveniente da tutta l'Italia e persino dall'estero, da Francia, Inghilterra, Germania e Svizzera), tanto da farla diventare una tradizione per la città aretusea che da quel momento aprì annualmente la stagione delle corse europee. Questo avvenne anche grazie al suo clima mediterraneo che permetteva la disputa della gara nei primi mesi dell'anno.
Il tracciato, in due diverse configurazioni e con lunghezze intorno ai 5,5 km, ospitò sedici Gran Premi di Formula Uno tra il 1951 e il 1967, con l'unica eccezione del 1962 in cui la competizione non ebbe luogo, e dieci edizioni della Coppa d'Oro Sicilia, oltre a gare di Formula 2 e a nove edizioni della tre ore notturna.
Le attività del Circuito andarono avanti fino al 1969, quando la struttura aretusea venne dichiarata inagibile a causa della non idoneità ad ospitare un numero di pubblico sempre crescente, per le precarie protezioni e per alcuni tratti del tracciato diventati pericolosi.
Successivamente si cercò di finanziare un piano dedicato al ritorno alle competizioni motoristiche a Siracusa, con la costruzione dell'Autodromo internazionale di Siracusa iniziata nel 1972, un progetto che nonostante le innumerevoli discussioni è rimasto fermo per molti anni durante i quali le competizioni ufficiali non si sono tenute, ma dove collaudi e prove libere di auto e moto si sono svolti ugualmente data la praticabilità del nastro di asfalto.
Nel 2013 sono stati stanziati ulteriori fondi per il completamento e l'ammodernamento dell'autodromo con le relative strutture (tribune e box) al fine di ottenere l'omologazione da parte della FIA e quindi la riapertura alle gare, auspicabilmente anche ufficiali. Nonostante ciò, a oggi il Circuito (nel frattempo messo all'asta dall'ex provincia di Siracusa che ne era il gestore) è ancora abbandonato nonché una delle opere incompiute della città.
Nel 2023 il gruppo Metaphor Corporation si è aggiudicato all'asta per tre milioni le strutture del famoso autodromo siciliano da tempo in stato di abbandono. Sull'area, oltre alla ristrutturazione completa del circuito, verranno costruiti anche musei, ristoranti, negozi, e parchi giochi.

## Descrizione del Circuito
Il Circuito di Siracusa è un tracciato dall'aria semplice, ma pieno di curve tecniche come il gruppo 3, 4, 5. Nel tempo il tracciato ha subito svariati cambiamenti che lo rendevano estremamente diverso da com'è oggi. Nel decennio in cui si sono svolte le prime gare (dal 1950 al 1960), del circuito attuale venivano usati solamente il rettilineo dei box e la curva prima di esso, mentre della restante parte del tracciato facevano parte strade cittadine e provinciali e la ferrovia Siracusa-Ragusa-Vizzini.
Nella versione attuale è composto da:
- due configurazioni: Circuito Maggiore (da 5295,78 m) e Circuito Minore (da 3141,67 m).
- Il Circuito Maggiore si sviluppa in 11 curve, 5 a destra e 6 a sinistra, mentre il minore in 7 (5 a sinistra e 2 a destra).
- I nomi delle curve sono rimasti gli stessi, nonostante l'evoluzione del tracciato negli anni: Curva della Madonnina, Centrale del Latte, Curva Carpinteri, Curva Floridia, Sopraelevata[11].Progetto del circuito datato 2012, mai attuato.Layout del circuito in uso dal 1950 al 1969. (5.500 m)

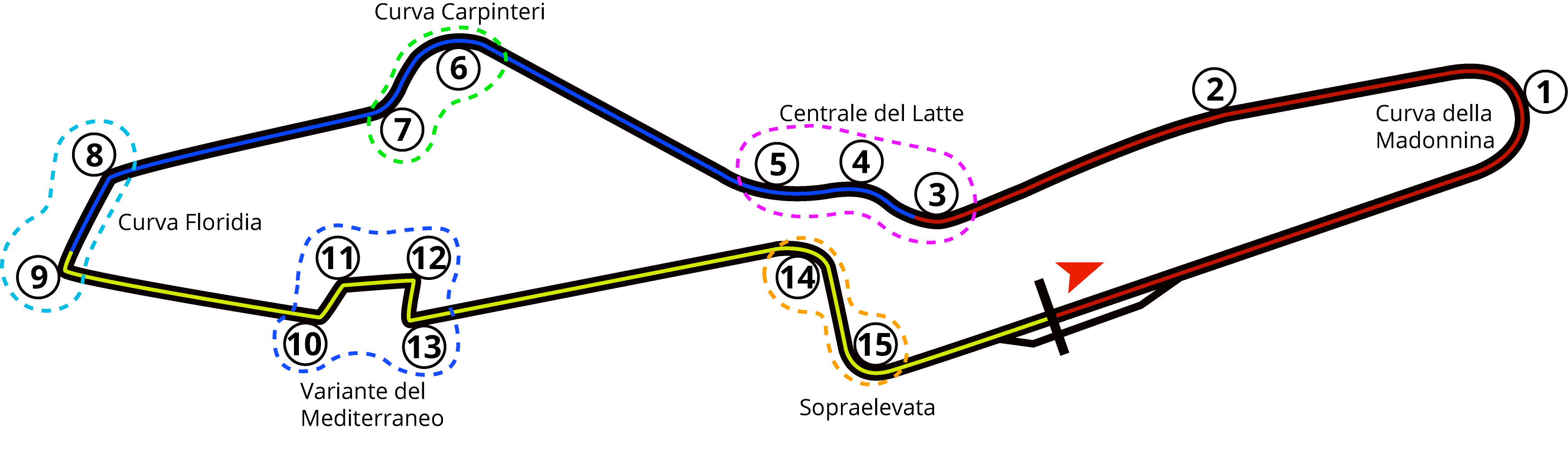
Progetto del circuito datato 2012, mai attuato.

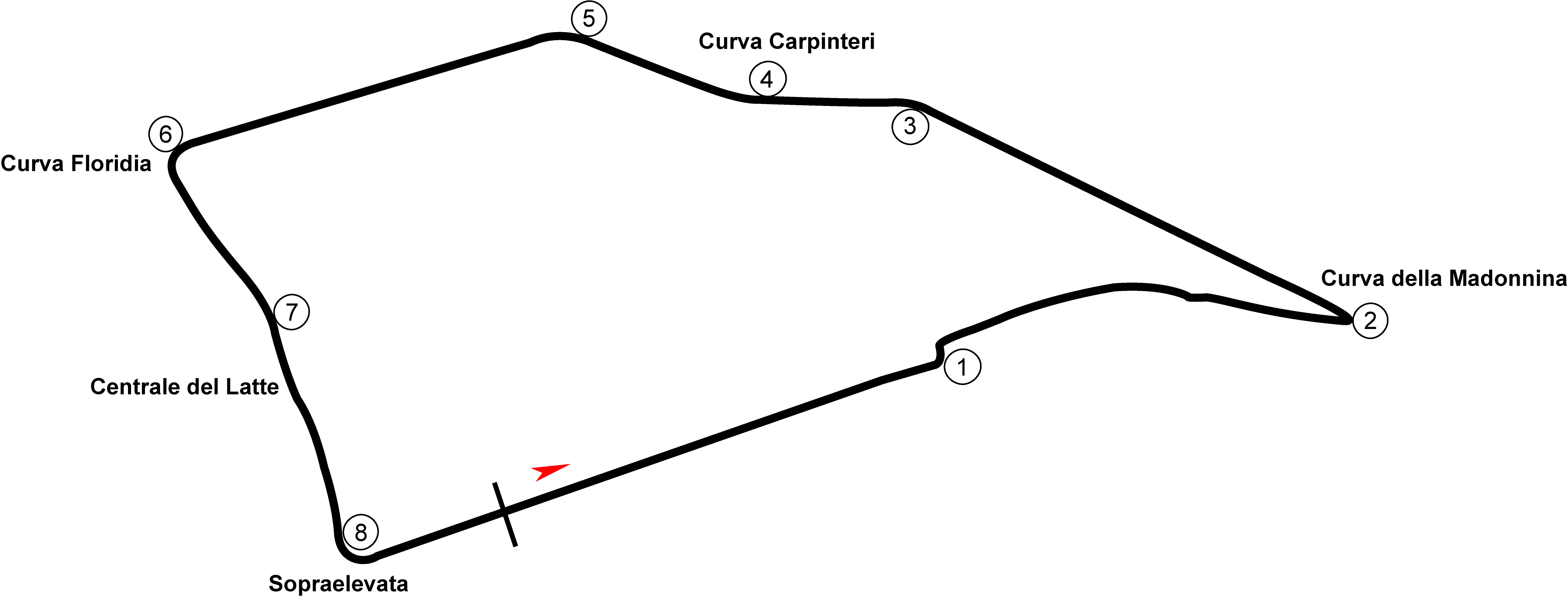
Layout del circuito in uso dal 1950 al 1969. (5.500 m)

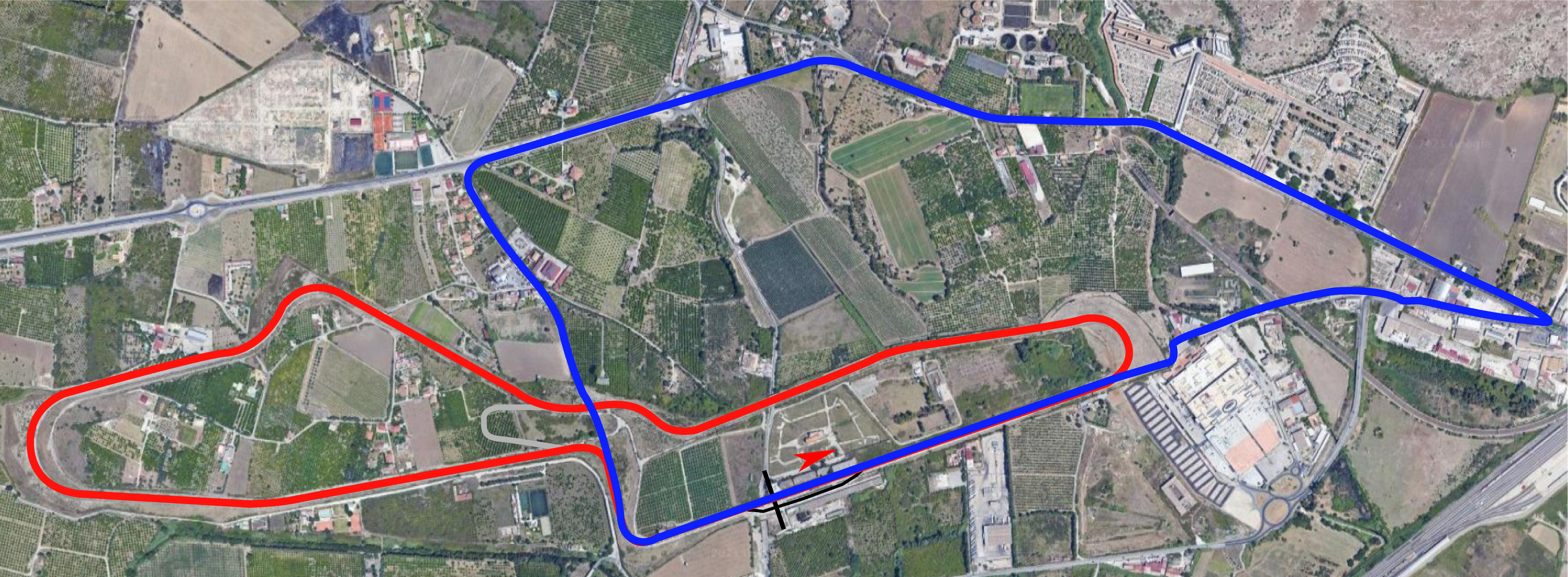
Confronto dei tracciati via satellite. Si noti come il vecchio tracciato usava le strade provinciali attualmente destinate al traffico pubblico (curve Madonnina, Carpinteri e Floridia)

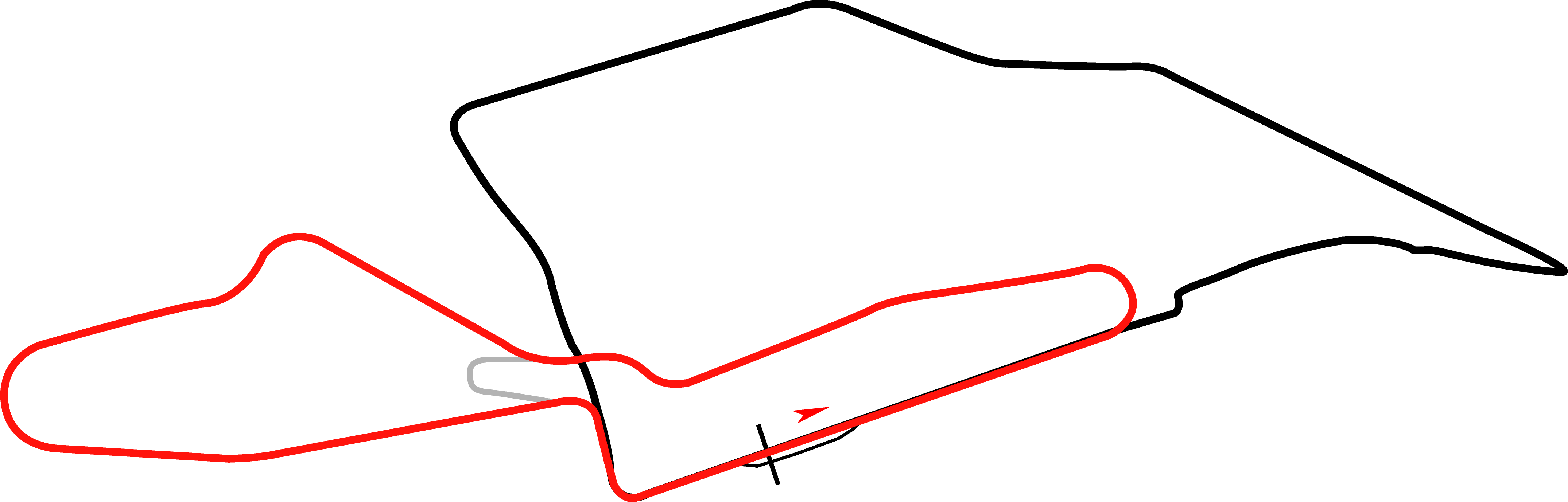
Confronto tra vecchio (in nero) e nuovo (in rosso) layout del circuito.

## Curiosità
- I team, specialmente quelli italiani come la Ferrari, avevano l'abitudine di giungere a Siracusa sette giorni prima della gara, in modo tale da avere sugli avversari un vantaggio strategico perché durante il loro soggiorno nella città aretusea, tra una passeggiata e l'altra, andavano a studiare e provare la pista per la gara[3].
- La nota casa di tuning svizzera, Mansory, nel 2011 ha prodotto un'auto col nome di "Siracusa" per celebrare il 50º anniversario della prima vittoria di una Ferrari a motore posteriore che avvenne proprio nell'autodromo siracusano, da qui la dedica chiamando l'auto Ferrari 458 Italia Siracusa[12].
- A marzo del 2012 l'Unione Europea di Motociclismo ha tenuto la sua annuale riunione presso la sede della Provincia di Siracusa, ed i suoi rappresentanti si sono incontrati con quelli della società Autodromo internazionale di Siracusa, la quale non ha mai ultimato i lavori per rendere nuovamente agibile il circuito. Entrambe le parti avevano considerato la seria possibilità di portare il motociclismo europeo sull'autodromo siracusano[13].
- É uno dei 5 Autodromi Italiani la cui percorrenza avviene in senso antiorario (insieme all'Autodromo Enzo e Dino Ferrari di Imola, Autodromo di Varano, Adria International Raceway e all'Autodromo Nazionale Franco di Suni di Mores, Sardegna).
- Nonostante vengano percorse nel senso inverso, le Curve 1, 3, 4, 5 sono la ispirate alle curve Parabolica e Variante Ascari dell'Autodromo Nazionale di Monza.
- É attualmente in corso la digitalizzazione del tracciato, da parte di un designer siracusano, per il suo uso all'interno del videogioco simulativo Assetto Corsa.